# Roc Oliva
Pour les articles homonymes, voir Oliva.
Roc Oliva Isern né le 18 juillet 1989 à Matadepera, est un joueur de hockey sur gazon espagnol. Il évolue au poste de milieu de terrain ou d'attaquant au Real Club de Polo et avec l'équipe nationale espagnole et a remporté la médaille d'argent aux Jeux olympiques d'été de 2008.
Son père Jordi et sa sœur Georgina ont tous les deux participé également aux Jeux olympiques. Il a été sélectionné pour l'équipe nationale espagnole à 189 reprises de 2007 à 2021.

## Carrière

### Coupe du monde
- Top 8 : 2010, 2014

### Championnat d'Europe
- : 2007
- Top 8 : 2013, 2015

### Jeux olympiques
- : 2008
- Top 8 : 2012, 2016, 2020